# Dobryninskaja
Dobryninskaja (Russisch: Добрынинская) is een station aan de Koltsevaja-lijn van de Moskouse metro. Het station is onderdeel van het eerste deel van de ringlijn en werd geopend als Serpoechovskaja. Op 6 juni 1961 is het station genoemd naar Pjotr Dobrynin die mee streed met de Rode Garde bij de verdediging van Zamoskvoretsje, de wijk waar het station ligt, en deelnam aan de Oktoberrevolutie. De oorspronkelijke naam is in 1983 hergebruikt voor het aansluitende station op de Serpoechovsko-Timirjazevskaja-lijn.

## Geschiedenis
De ringlijn (Koltsevaja-lijn) was in de eerste plannen voor de metro niet opgenomen. Het Moskouse partij comité legde op 30 december 1931 de prioriteit bij diametrale lijnen met een gemeenschappelijk overstappunt vlak bij het Kremlin, een eventuele ringlijn werd nog gezien als iets voor de verre toekomst. Het duurde echter niet lang voordat de wens op tafel kwam om arbeiderswijken in het noorden van de stad te verbinden met het Gorkipark en de industriegebieden het oosten, zuidoosten en zuiden van de stad, met name de Hamer en sikkelfabriek, Manometer, Wagon-reparatiewerkplaatsen en AMO ZiS ten behoeve van het woon-werkverkeer. In juli 1934 werd dit voorstel meegenomen in het ontwerp Algemeen plan voor de ontwikkeling van de hoofdstad en besproken tijdens een vergadering van het Politbureau. Na een aantal aanpassingen werd het plan op 10 juli 1935 aangenomen en het groene licht voor de ringlijn kwam in 1938. Het duurde echter nog tot 1943 voor het tracé werd vastgelegd om het centrale overstappunt te ontlasten. De bouw van de ringlijn begon in 1947 en werd opgedeeld in vier bouwsecties. De zuidelijke sectie, waar Dobryninskaja onderdeel van is, werd als eerste gebouwd en de reizigersdienst begon op 1 januari 1950.

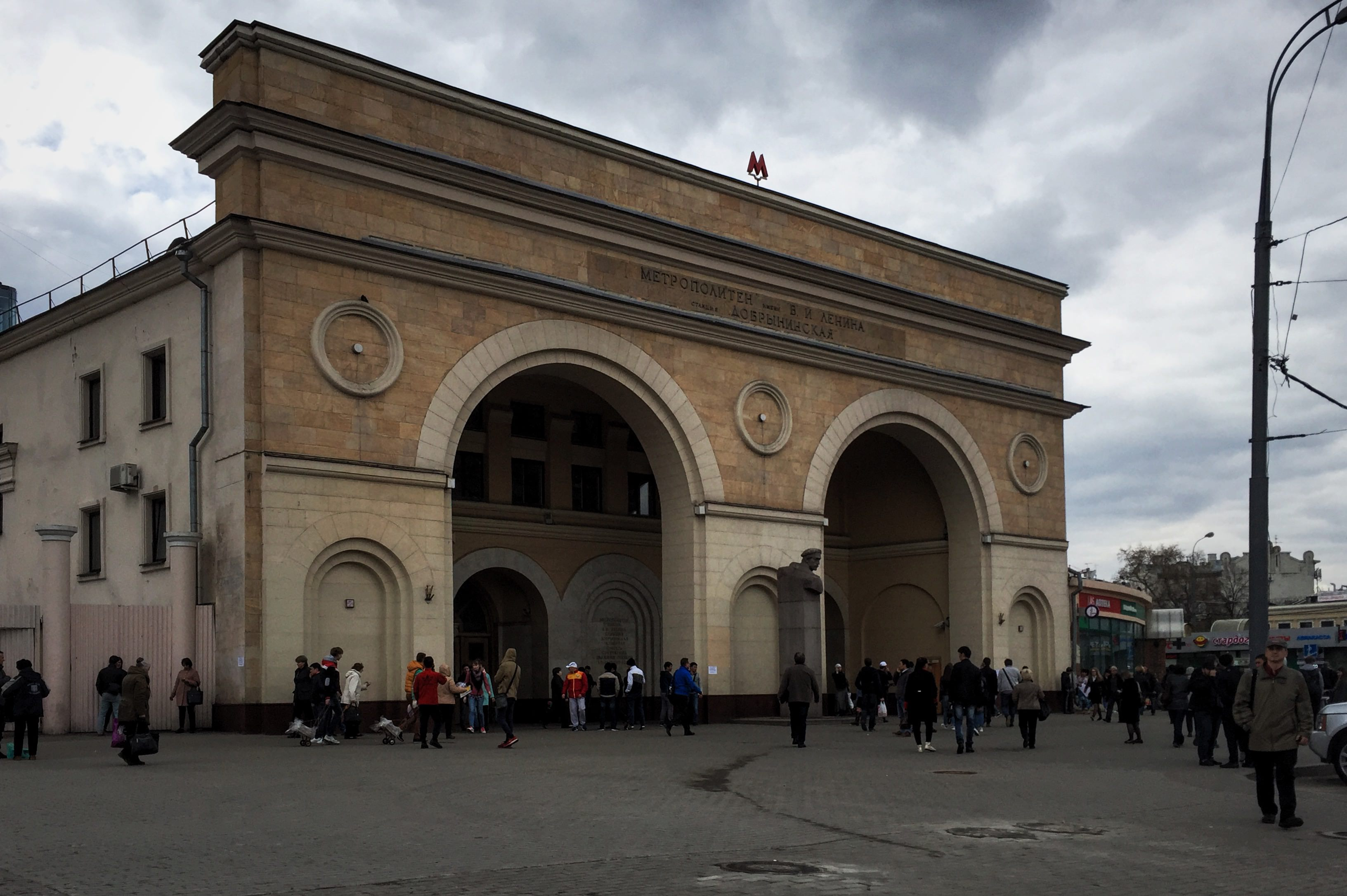
Het stationsgebouw
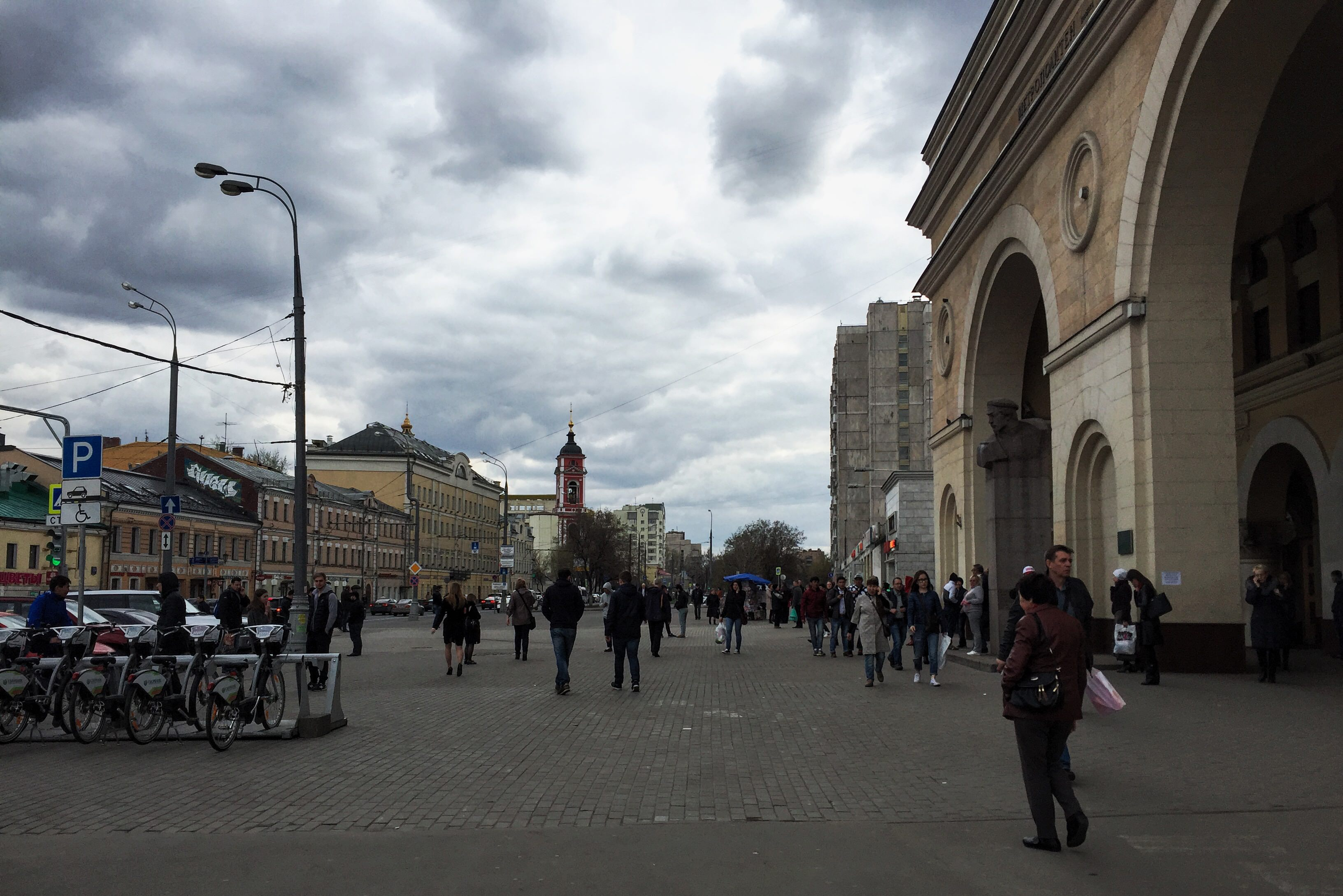
De Ljoesnikovskajastraat ten zuiden van het station
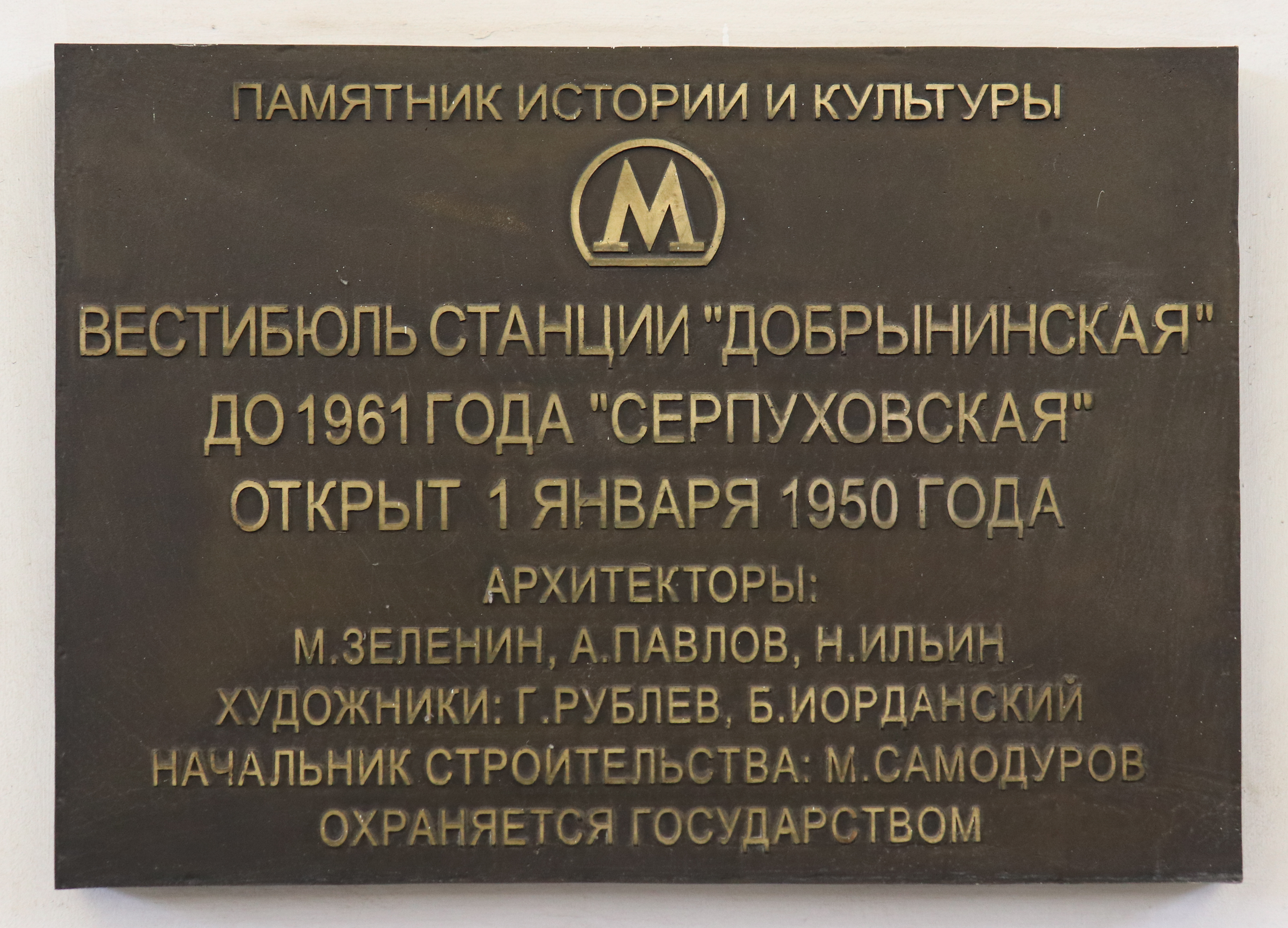
Het officiële naambord

## Ontwerp en inrichting

### Bovengronds
Het stationsgebouw staat op de hoek van de Ljoesnikovskajastraat en de Koroviwal, onderdeel van de tuinring, aan het Serpoechovskajaplein. Het gebouw is een grote rechthoek met twee verdiepingen en een luifel aan de voorkant. De buitenwand van de luifel heeft drie pylonen en daartussen twee grote bogen voor respectievelijk de uit- en ingang. Boven de bogen is de muur bekleed met tufsteen en voor de middelste pyloon staat een standbeeld van Pjotr Dobrynin op een granieten sokkel, van de hand van de beeldhouwers G.D. Raspopov en V.M. Pjaskovski, dat in 1967 werd geplaatst. De voorgevel zelf heeft vijf kleinere bogen, waarvan vier voor de deuren en een voor een wand met een tekst ter herinnering aan de opening. De bogen rusten tussen de deuren op Korintische zuilen van wit marmer.
De stationshal omvat qua hoogte zowel de begane grond als de eerste verdieping van het stationsgebouw. In het midden van de hal is een halfronde opening voor de roltrappen naar de perrons. De ronde kant hiervan is voorzien van een marmeren rand en daarop een sierhek, de rechte kant is het boveneinde van de roltrappen die worden geflankeerd door de grootste staande lampen van de Moskouse metro. De kaartverkoop bevindt zich aan de noordkant tussen de ingang en de veiligheidscontrole. De achterwand aan de westkant is op 1 mei 1951 opgesierd met drie mozaïekpanelen van de hand van de kunstenaars G.L. Roebljev en B.V. Iordanski. Het middelste paneel heeft een geglazuurd portret van Lenin en afbeeldingen van de wapenschilden van de 15 Sovjet republieken. Op het linkerpaneel staat de militaire parade op het Rode Plein en op het rechterpaneel een optocht van atleten. De kunstenaars lieten de soldaten een spandoek met de portretten van Lenin en Stalin, na de destalinisatie werd Stalin vervangen door het embleem van de garde. De atleten op het andere paneel droegen een portret van Stalin, dat later vervangen is door een portret van Joeri Gagarin. Eveneens in 1951 werd een gipsen beeld, van de hand van D.P. Schwartz, “Stalin achter het podium” geplaatst voor het middelste paneel, ook dit verdween tijdens de destalinisatie. De verlichting wordt verzorgd door vijf armaturen met elk vijftien lampen (een per Sovjet republiek) en een Sovjet ster die aan het cassetteplafond zijn opgehangen.

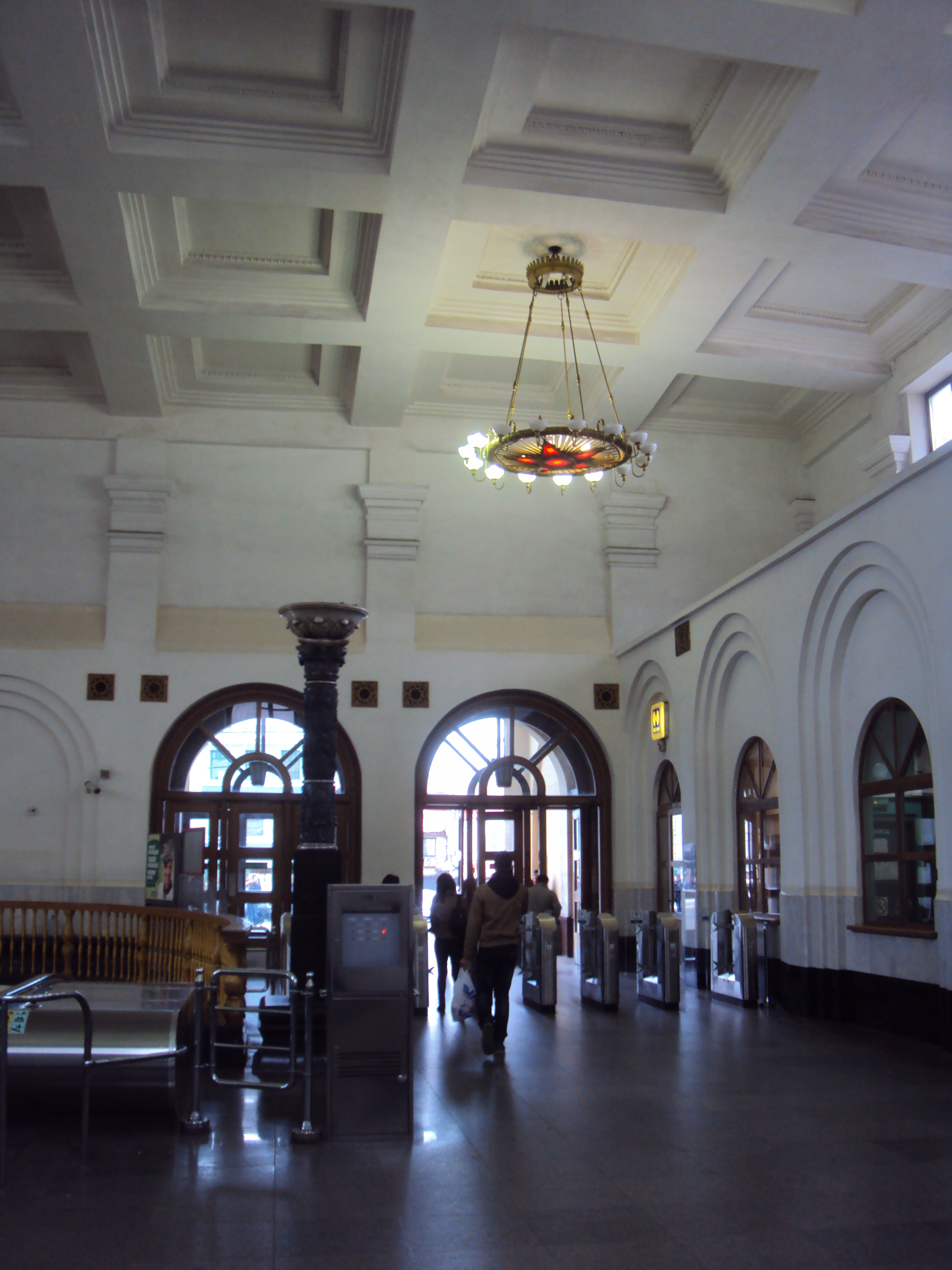
De poortjes naar de uitgang
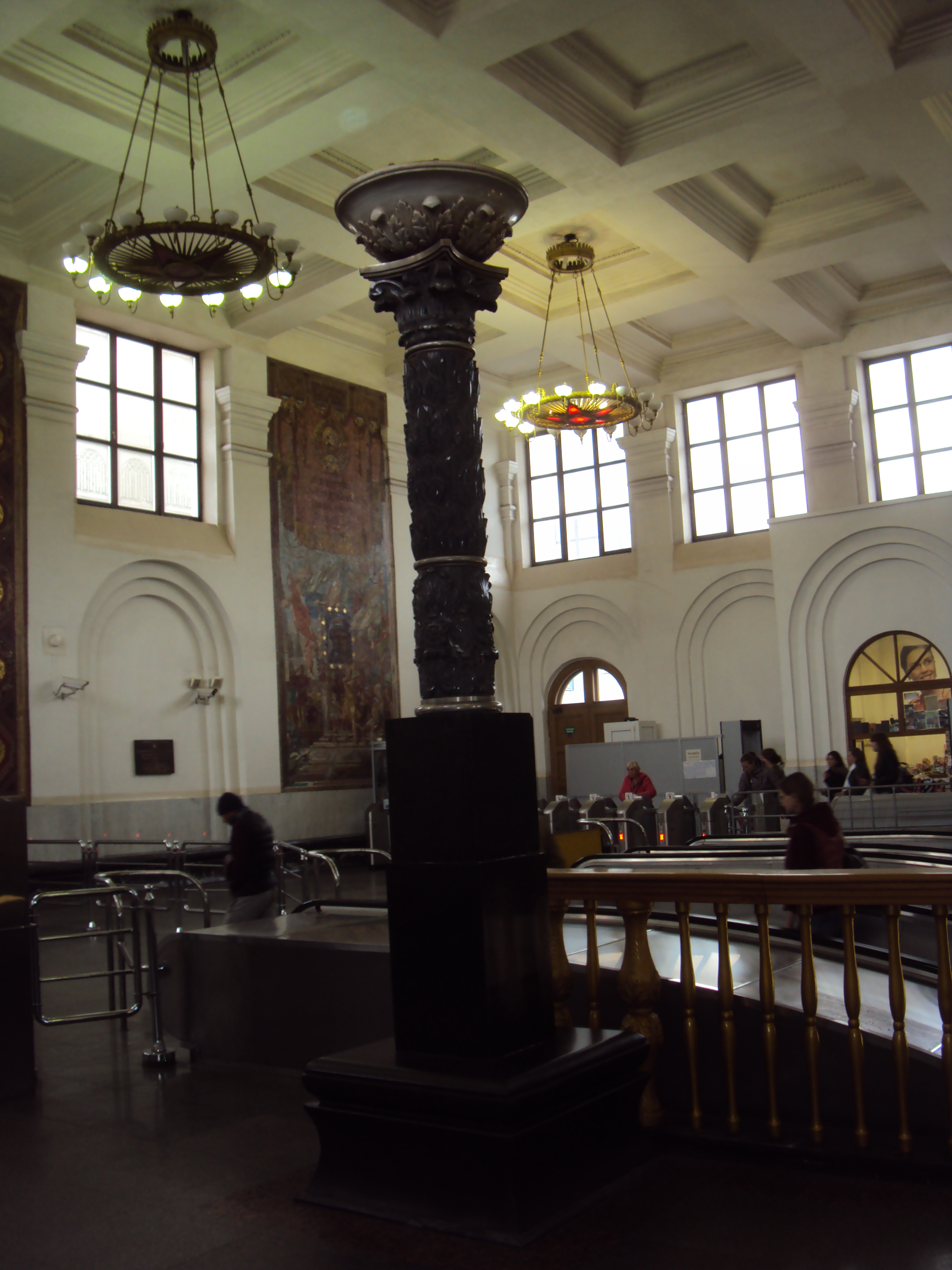
Interieur van de stationshal
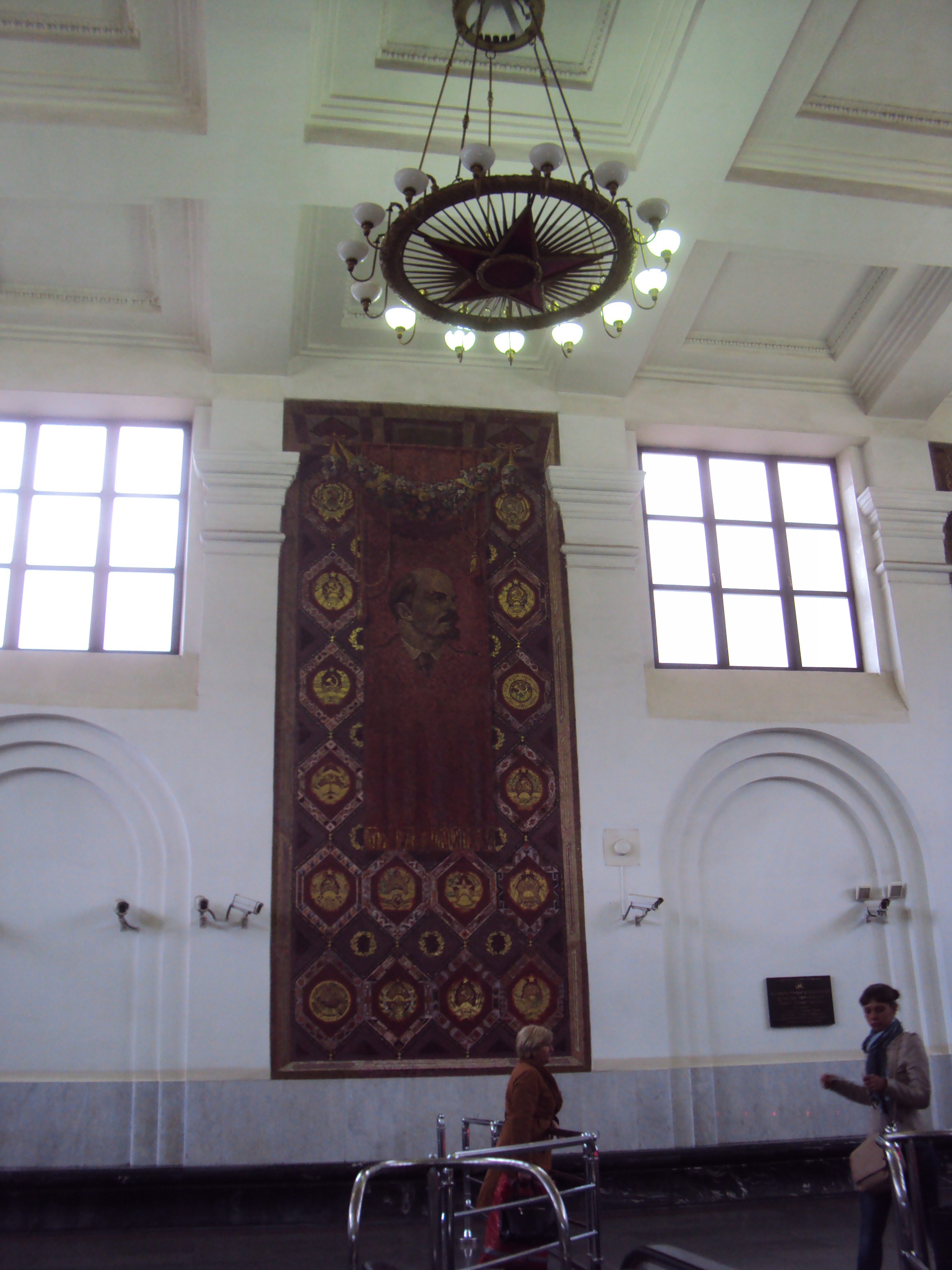
Het wandmozaïek met Lenin en de wapens van de Sovjet republieken

Op 21 december 2006 begon groot onderhoud aan het station, dat een jaar zou duren. Als gevolg van de vertraagde levering van de roltrappen door de fabriek in St. Petersburg liep dit uit tot 11 juni 2008. Bij de verbouwing is de stationshal geheel vernieuwd en zijn E55T roltrappen met roestvaststalen leuningen geplaatst. De granieten vloer is vervangen en de ventilatieroosters zijn hersteld. Na de werkzaamheden konden de reizigers via in originele staat herstelde deuren het station in en uit. Binnen passeren ze een vernieuwde kaartverkoop en nieuwe poortjes (type UT-2005).

### Ondergronds
Op 35,5 meter diepte is er sprake van een pylonenstation met een middenhal van 9,5 meter breed. Het is ontworpen door M.A. Zelenin, L.N. Pavlov en M.A. Ilin. De pylonen zijn bekleed met gazgan-marmer dat in boogvorm is aangebracht. Deze herhalende boogvorm verwijst naar de portalen die voorkomen bij monumenten van de oude Russische architectuur en wekken de indruk in de verte te verdwijnen. De doorgangen tussen de pylonen hebben een grote boog terwijl op de pylonen zelf een kleine boog rond een nis is gerealiseerd. Het thema van het station, “Het werk van het Sovjetvolk”, komt tot uitdrukking in de bas-reliëfs die in de nissen zijn geplaatst. E.A. Janson-Manizier maakte afbeeldingen van boerenarbeid door de verschillende volkeren van de USSR. Aan de perronzijde zijn de nissen voorzien van bankjes voor wachtende reizigers. De eindwand aan de oostkant van de middenhal werd opgeleverd met een bas-reliëf van Stalin. In 1967 werd dit vervangen door het mozaïek Ochtend van het ruimtetijdperk. S.A. Pavlovski beeldde een moeder met kind af tegen een achtergrond met sterren, raketten en de spoetnik. De tunnelwanden zijn bekleed met rood marmer, met een witte marmeren bies tussen gewelf en wand. Onder perronniveau wordt het rode marmer begrensd door grijs-roze graniet. De vloer bestaat uit zwart en rood graniet. In de jaren zeventig van de twintigste eeuw is de originele verlichting vervangen door neonbuizen die in een zigzagpatroon zijn opgehangen.

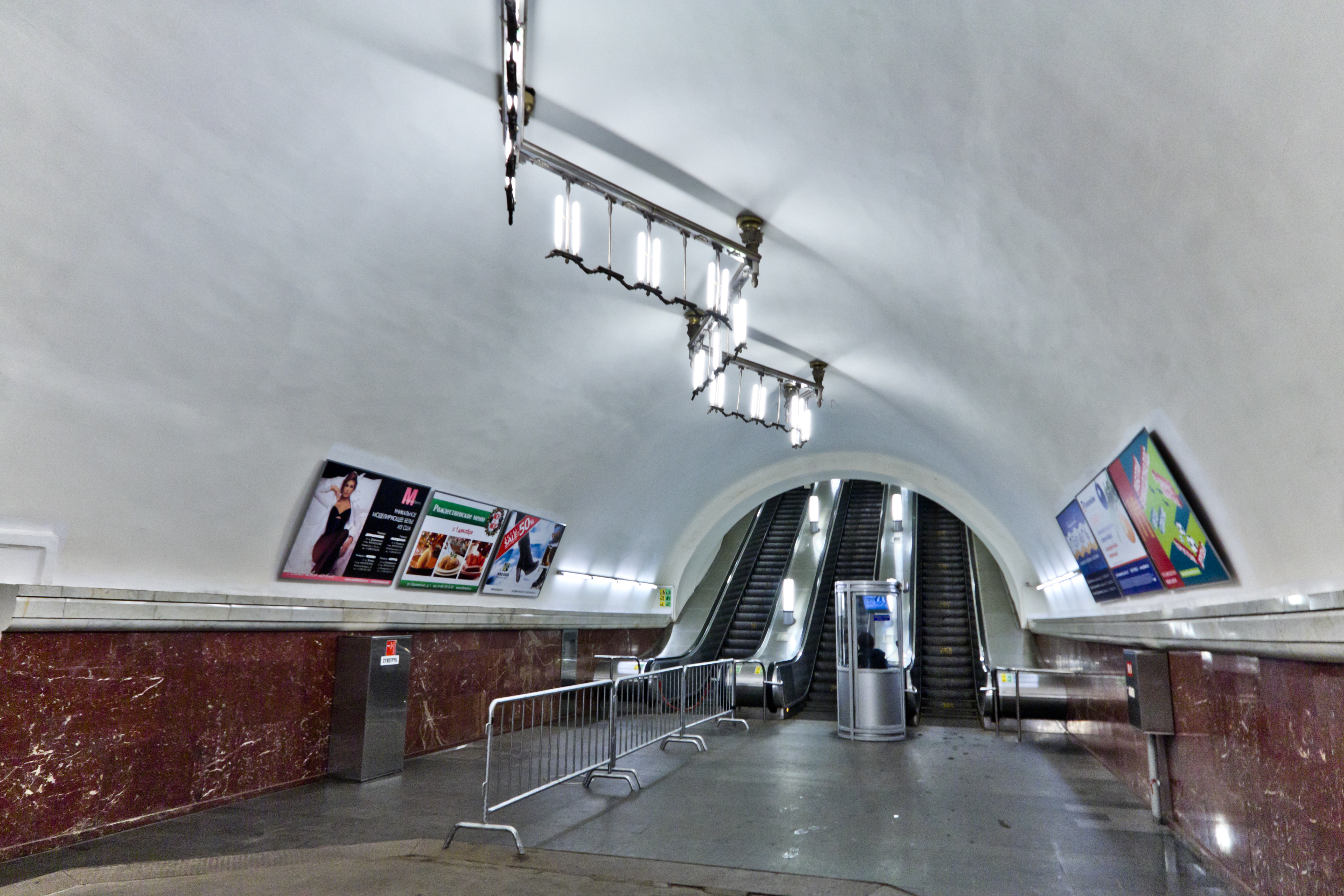
Onderaan de roltrappen
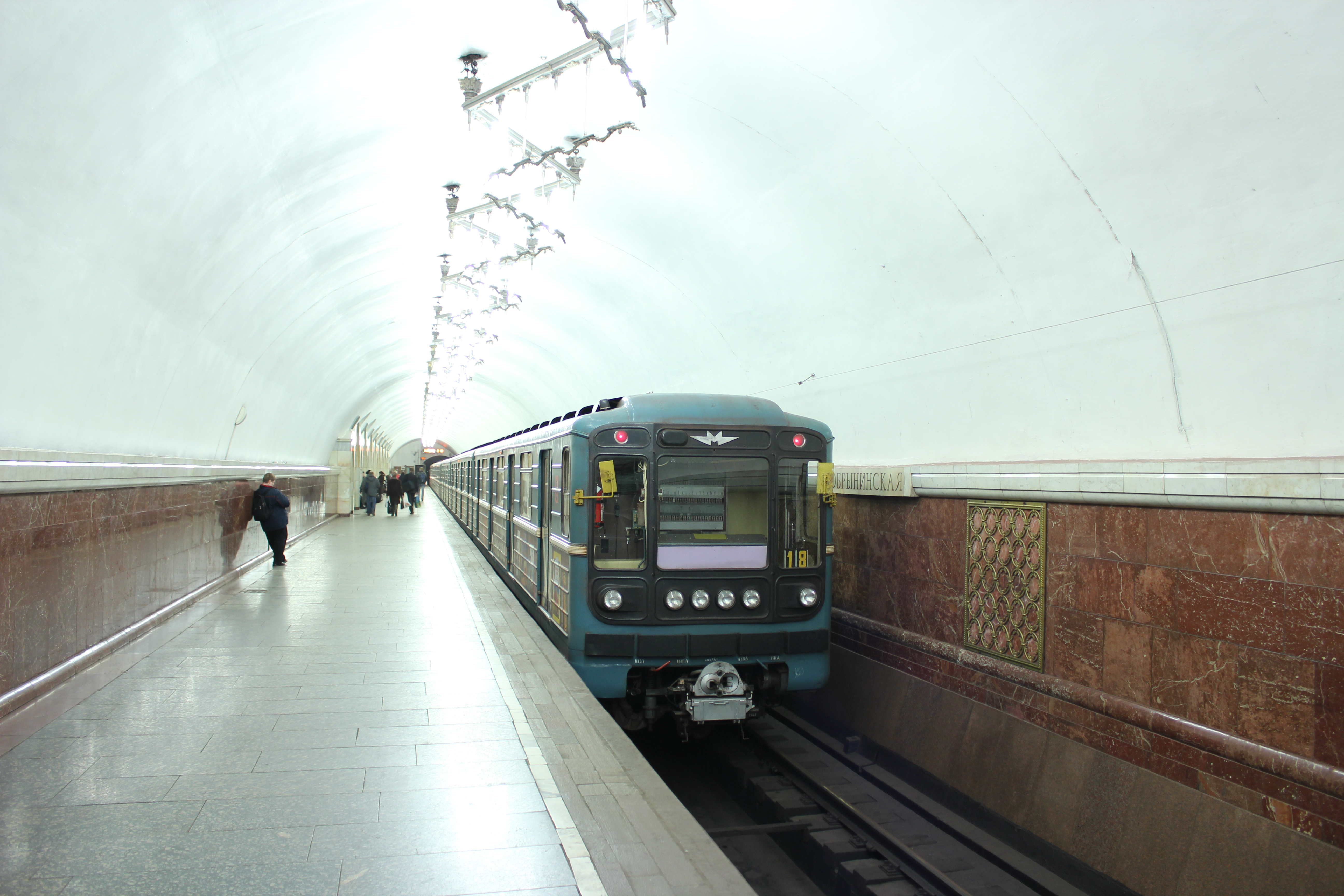
Het noordelijke perron
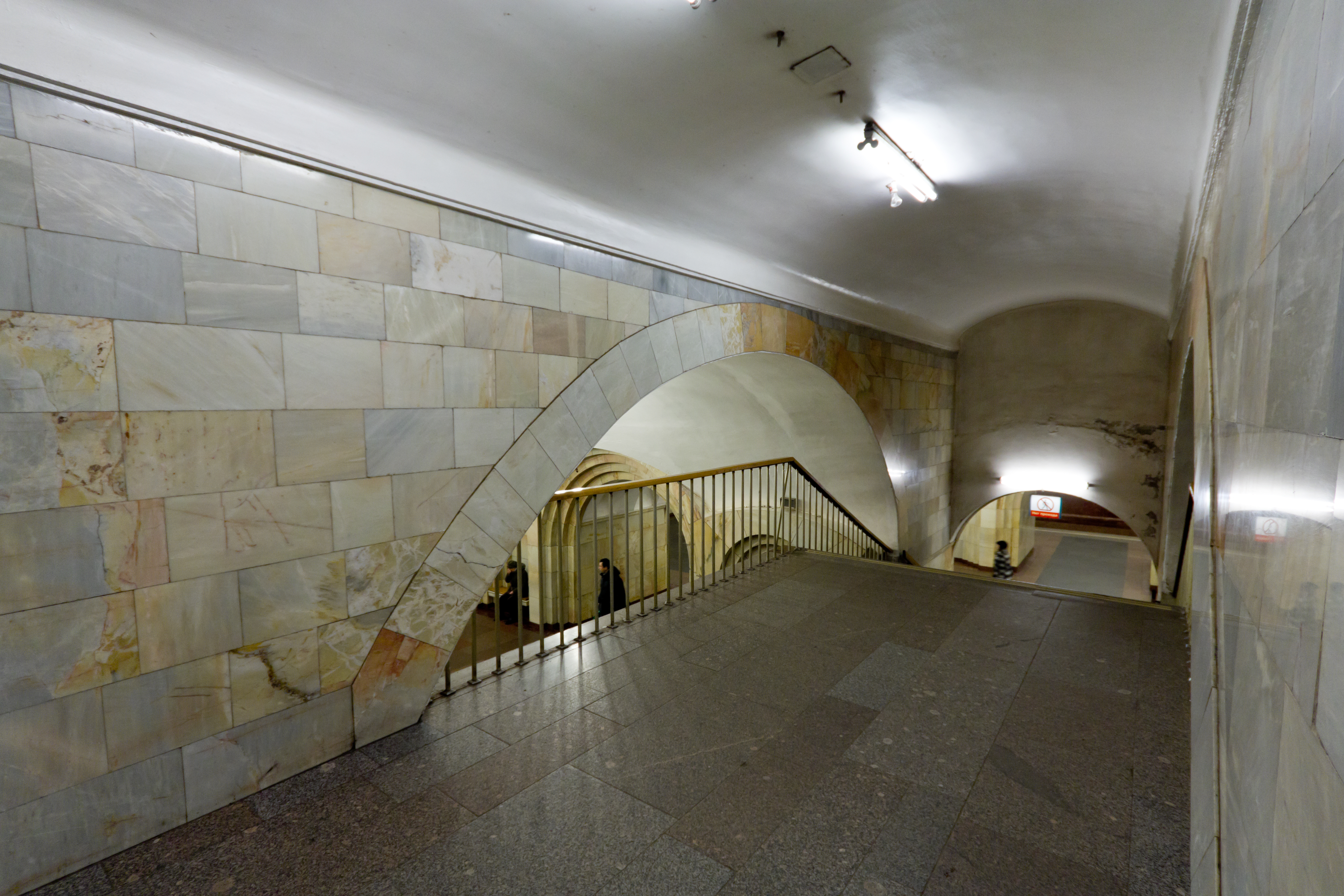
De overstapbrug naar Serpoechovskaja

## Reizigersverkeer
In maart 2002 werden 34.800 instappers per dag geteld. Reizigers met de klok mee kunnen op even dagen doordeweeks vanaf 5:53 uur de metro nemen, in het weekeinde is dit vanaf 5:51 uur. Op oneven dagen is dit altijd vanaf 5:54 uur. Tegen de klok in kan in het weekeinde al vanaf 5:45 uur gereisd worden. doordeweeks kan op even dagen vanaf 5:43 uur met de klok mee gereisd worden, op oneven dagen is dit een minuut later. Overstappers kunnen ondergronds naar Serpoechovskaja, bovengronds zijn er op verschillende plaatsen rond het plein bushaltes te vinden.

## Metro 2033
In de postapocalyptische roman metro 2033 van Dmitri Gloechovski is het station onderdeel van de Hansa, het gemenebest van ringlijnstations. De bewoners van het station leven, net als de hele Hansa, van de handel en heffingen op kooplieden.